# Dominic Waters
Dominic Wayne Waters, (nacido el 28 de septiembre de 1986 en Portland, Oregón) es un jugador de baloncesto estadounidense. Con 1.85 de estatura, su puesto natural en la cancha es el de base. Actualmente juega en el Champagne Châlons Reims Basket de la Ligue Nationale de Basket-ball.

## Trayectoria
Jugó en la NCAA en la Universidad de Hawái y   en la  Universidad de Portland State, su debut como profesional llegó la temporada 2010-11 en las filas del RBC Verviers-Pepinster  de la Liga Belga. La campaña siguiente jugó en el Belgacom Liege Basket del mismo país.
La temporada 2012/13 la inició en el Union Olimpija, equipo con el que debutó en la Euroliga. Ambas partes decidieron finalizar el contrato y en diciembre de 2012 fichó por el Hapoel Holon de la Liga Israelí. Allí fue el máximo asistente de la competición, con 7,3 asistencias por partido, a las que añadió 12,4 puntos, 2,9 rebotes y 1,3 recuperaciones.
En 2013 participa en la Summer League de Las Vegas, con los Portland Trail Blazers.
Para la temporada 2013-14 ficha por el Bàsquet Manresa. donde abandona el equipo al término de la primera vuelta.
En enero tras acabar su relación contractual, el jugador se marcha a jugar a Alemania (S. Oliver Baskets).
El 24 de enero de 2021, firma por el Champagne Châlons Reims Basket de la Ligue Nationale de Basket-ball.